# 1448

## أحداث
- تأسيس مدينة سيدلس وتقع حاليا في بولندا.
- 17 أكتوبر - معركة قوصوه الثانية: هزم الأتراك القوات الهنغارية بقيادة يوحنا هونياد بفضل التفوق العثماني.

## مواليد
- ابن إياس
- ابن الفرفور الدمشقي، قاضي شافعي شامي.

## وفيات
- قره سنان
- يوحنا الثامن باليولوج